# عدد إيكمان
عدد إيكمان (بالإنجليزي: Ekman number) كمية لابعدية تصف الظواهر الجيوفيزيائية في المحيطات والغلاف الجوي ,و نسبة قوى اللزوجة الوهمية الناشئة عن دوران الكواكب في الموائع .

## تعريفه رياضيا
يعرف عدد إيكمان رياضيا على النحوالتالي
{\displaystyle Ek={\frac {\nu }{2D^{2}\Omega \sin \varphi }}}
{\displaystyle \nu } لزوجة حركية , {\displaystyle \Omega } السرعة الزاوية , الطول {\displaystyle L}
{\displaystyle \mathrm {Ek} ={\frac {\nu }{\Omega L^{2}}}.}
صيغته للبلازما في مستويات NRL 
{\displaystyle \mathrm {Ek} ={\sqrt {\frac {\nu }{2\Omega L^{2}}}}.}